# Androlepis
Androlepis, do grego "andros" (masculino) e "lepis" (escama) por apresentar os estames (órgãos reprodutores masculinos) laminados,  é um género botânico pertencente à família Bromeliaceae, subfamília Bromelioideae.
É originário das selvas da Costa Rica, Honduras e Guatemala.
A única espécie conhecida deste gênero é a Androlepis skinneri

## Espécie
- Androlepis skinneri (K.Koch) Brongniart ex Houllet